# Eurycnemus crassipes
Eurycnemus crassipes är en tvåvingeart som först beskrevs av Johann Wilhelm Meigen 1813.  Eurycnemus crassipes ingår i släktet Eurycnemus och familjen fjädermyggor. Enligt den finländska rödlistan är arten nära hotad i Finland. Arten är reproducerande i Sverige. Artens livsmiljö är älvar och åar. Inga underarter finns listade i Catalogue of Life.

## Bildgalleri

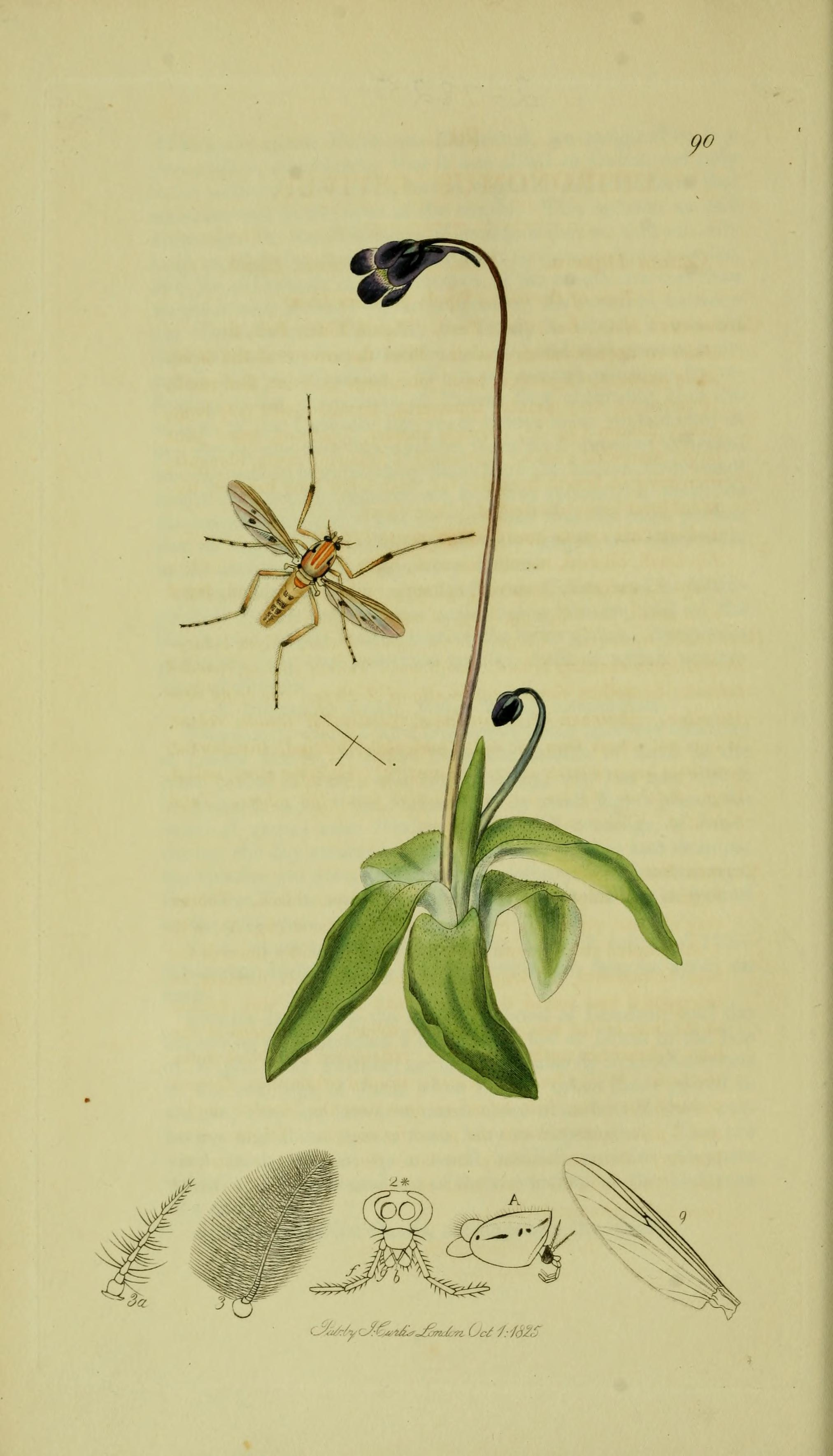